# Тиберкуль (селище)
Тиберкуль — селище в Курагінському районі Красноярського краю у складі Черемшанської сільради.

## Географія
Знаходиться в центральній частині району на північному березі озера Тиберкуль приблизно за 87 кілометрів по прямій на схід від районного центру селища Курагине.

## Клімат
Клімат різко-континентальний з холодною зимою та спекотним літом, суворий, з великими річними та добовими амплітудами температури. Середньорічна температура повітря — 1,5°С. Зима сувора та тривала. Морози сягають мінус 40°С. Літо тепле, триває понад два місяці. Безморозний період триває 106 днів; днів із температурою 5°С і більше — 129. Середньорічна температура коливається від 0°С до мінус 1°С. Тривалість безморозного періоду від 105 до 97 днів. Кількість опадів 320—500 мм. Максимум опадів припадає на літо.

## Населення
Постійне населення становило 14 осіб у 2010 році.

## Інфраструктура
База відпочинку.